# Campeonato Mundial de Fórmula 1 de 1979
A Temporada de Fórmula 1 de 1979 foi a 30ª realizada pela FIA. Seu período de duração foi entre 21 de janeiro a 7 de outubro de 1979, com quinze corridas.
Teve como campeão o sul-africano Jody Scheckter, da equipe Ferrari, e o vice-campeão o canadense Gilles Villeneuve, também da Ferrari.

## Pilotos e Construtores[1]
| Campeão                    | Vice-campeão               | 3º Lugar                   |
|                            |                            |                            |
| Jody Scheckter             | Gilles Villeneuve          | Alan Jones                 |
| Scuderia Ferrari SpA SEFAC | Scuderia Ferrari SpA SEFAC | Albilad-Saudia Racing Team |

| Equipe                        | Construtor | Chassis | Motor                            | Pneus | No | Piloto                 | Rodadas      |
| ----------------------------- | ---------- | ------- | -------------------------------- | ----- | -- | ---------------------- | ------------ |
| Martini Racing Team Lotus     | Lotus      | 79      | Ford Cosworth DFV 3.0 V8         | G     | 1  | Mario Andretti         | 1-4, 6, 9-15 |
| Martini Racing Team Lotus     | Lotus      | 79      | Ford Cosworth DFV 3.0 V8         | G     | 2  | Carlos Reutemann       | Todas        |
| Martini Racing Team Lotus     | Lotus      | 80      | Ford Cosworth DFV 3.0 V8         | G     | 1  | Mario Andretti         | 5, 7-8       |
| Team Tyrrell                  | Tyrrell    | 009     | Ford Cosworth DFV 3.0 V8         | G     | 3  | Didier Pironi          | 1-5          |
| Team Tyrrell                  | Tyrrell    | 009     | Ford Cosworth DFV 3.0 V8         | G     | 4  | Jean-Pierre Jarier     | 1-5          |
| Candy Team Tyrrell            | Tyrrell    | 009     | Ford Cosworth DFV 3.0 V8         | G     | 3  | Didier Pironi          | 6-15         |
| Candy Team Tyrrell            | Tyrrell    | 009     | Ford Cosworth DFV 3.0 V8         | G     | 4  | Jean-Pierre Jarier     | 6-9, 12-15   |
| Candy Team Tyrrell            | Tyrrell    | 009     | Ford Cosworth DFV 3.0 V8         | G     | 4  | Geoff Lees             | 10           |
| Candy Team Tyrrell            | Tyrrell    | 009     | Ford Cosworth DFV 3.0 V8         | G     | 4  | Derek Daly             | 11           |
| Candy Team Tyrrell            | Tyrrell    | 009     | Ford Cosworth DFV 3.0 V8         | G     | 33 | Derek Daly             | 14-15        |
| Parmalat Racing Team          | Brabham    | BT46    | Alfa Romeo 115-12 3.0 F12        | G     | 6  | Nelson Piquet          | 1            |
| Parmalat Racing Team          | Brabham    | BT48    | Alfa Romeo 1260 3.0 V12          | G     | 5  | Niki Lauda             | 1-13         |
| Parmalat Racing Team          | Brabham    | BT48    | Alfa Romeo 1260 3.0 V12          | G     | 6  | Nelson Piquet          | 2-13         |
| Parmalat Racing Team          | Brabham    | BT49    | Ford Cosworth DFV 3.0 V8         | G     | 5  | Ricardo Zunino         | 14-15        |
| Parmalat Racing Team          | Brabham    | BT49    | Ford Cosworth DFV 3.0 V8         | G     | 6  | Nelson Piquet          | 14-15        |
| Marlboro Team McLaren         | McLaren    | M28     | Ford Cosworth DFV 3.0 V8         | G     | 7  | John Watson            | 1-3, 5-8     |
| Marlboro Team McLaren         | McLaren    | M28     | Ford Cosworth DFV 3.0 V8         | G     | 8  | Patrick Tambay         | 1, 3, 5, 7-9 |
| Marlboro Team McLaren         | McLaren    | M26     | Ford Cosworth DFV 3.0 V8         | G     | 8  | Patrick Tambay         | 2, 6         |
| Marlboro Team McLaren         | McLaren    | M29     | Ford Cosworth DFV 3.0 V8         | G     | 7  | John Watson            | 9-15         |
| Marlboro Team McLaren         | McLaren    | M29     | Ford Cosworth DFV 3.0 V8         | G     | 8  | Patrick Tambay         | 10-15        |
| Löwenbräu Team McLaren1       | McLaren    | M28     | Ford Cosworth DFV 3.0 V8         | G     | 7  | John Watson            | 4            |
| Löwenbräu Team McLaren1       | McLaren    | M28     | Ford Cosworth DFV 3.0 V8         | G     | 8  | Patrick Tambay         | 4            |
| ATS Wheels                    | ATS        | D2      | Ford Cosworth DFV 3.0 V8         | G     | 9  | Hans-Joachim Stuck     | 1-10         |
| ATS Wheels                    | ATS        | D3      | Ford Cosworth DFV 3.0 V8         | G     | 9  | Hans-Joachim Stuck     | 11-15        |
| Scuderia Ferrari SpA SEFAC    | Ferrari    | 312T3   | Ferrari 015 3.0 F12              | M     | 11 | Jody Scheckter         | 1-2          |
| Scuderia Ferrari SpA SEFAC    | Ferrari    | 312T3   | Ferrari 015 3.0 F12              | M     | 12 | Gilles Villeneuve      | 1-2          |
| Scuderia Ferrari SpA SEFAC    | Ferrari    | 312T4   | Ferrari 015 3.0 F12              | M     | 11 | Jody Scheckter         | 3-15         |
| Scuderia Ferrari SpA SEFAC    | Ferrari    | 312T4   | Ferrari 015 3.0 F12              | M     | 12 | Gilles Villeneuve      | 3-12, 14-15  |
| Scuderia Ferrari SpA SEFAC    | Ferrari    | 312T4B  | Ferrari 015 3.0 F12              | M     | 12 | Gilles Villeneuve      | 13           |
| Fittipaldi Automotive         | Fittipaldi | F5A     | Ford Cosworth DFV 3.0 V8         | G     | 14 | Emerson Fittipaldi     | 1-2, 4-9     |
| Fittipaldi Automotive         | Fittipaldi | F6      | Ford Cosworth DFV 3.0 V8         | G     | 14 | Emerson Fittipaldi     | 3            |
| Fittipaldi Automotive         | Fittipaldi | F6A     | Ford Cosworth DFV 3.0 V8         | G     | 14 | Emerson Fittipaldi     | 10-15        |
| Fittipaldi Automotive         | Fittipaldi | F6A     | Ford Cosworth DFV 3.0 V8         | G     | 19 | Alex Dias Ribeiro      | 14-15        |
| Equipe Renault Elf            | Renault    | RS01    | Renault-Gordini EF1 1.5 V6 Turbo | M     | 15 | Jean-Pierre Jabouille  | 1-4          |
| Equipe Renault Elf            | Renault    | RS01    | Renault-Gordini EF1 1.5 V6 Turbo | M     | 16 | René Arnoux            | 1-6          |
| Equipe Renault Elf            | Renault    | RS10    | Renault-Gordini EF1 1.5 V6 Turbo | M     | 15 | Jean-Pierre Jabouille  | 5-15         |
| Equipe Renault Elf            | Renault    | RS10    | Renault-Gordini EF1 1.5 V6 Turbo | M     | 16 | René Arnoux            | 7-15         |
| Samson Shadow Racing Team     | Shadow     | DN9     | Ford Cosworth DFV 3.0 V8         | G     | 17 | Jan Lammers            | Todas        |
| Interscope Shadow Racing Team | Shadow     | DN9     | Ford Cosworth DFV 3.0 V8         | G     | 18 | Elio de Angelis        | Todas        |
| Olympus Cameras Wolf Racing   | Wolf       | WR7     | Ford Cosworth DFV 3.0 V8         | G     | 20 | James Hunt             | 1-3, 5, 7    |
| Olympus Cameras Wolf Racing   | Wolf       | WR7     | Ford Cosworth DFV 3.0 V8         | G     | 20 | Keke Rosberg           | 9            |
| Olympus Cameras Wolf Racing   | Wolf       | WR8     | Ford Cosworth DFV 3.0 V8         | G     | 20 | James Hunt             | 4, 6         |
| Olympus Cameras Wolf Racing   | Wolf       | WR8     | Ford Cosworth DFV 3.0 V8         | G     | 20 | Keke Rosberg           | 8, 10, 13    |
| Olympus Cameras Wolf Racing   | Wolf       | WR9     | Ford Cosworth DFV 3.0 V8         | G     | 20 | Keke Rosberg           | 11-12, 14    |
| Olympus Cameras Wolf Racing   | Wolf       | WR8/9   | Ford Cosworth DFV 3.0 V8         | G     | 20 | Keke Rosberg           | 15           |
| Team Ensign                   | Ensign     | N177    | Ford Cosworth DFV 3.0 V8         | G     | 22 | Derek Daly             | 1-2, 5-6     |
| Team Ensign                   | Ensign     | N179    | Ford Cosworth DFV 3.0 V8         | G     | 22 | Derek Daly             | 3-4, 7       |
| Team Ensign                   | Ensign     | N179    | Ford Cosworth DFV 3.0 V8         | G     | 22 | Patrick Gaillard       | 8-12         |
| Team Ensign                   | Ensign     | N179    | Ford Cosworth DFV 3.0 V8         | G     | 22 | Marc Surer             | 13-15        |
| Team Merzario                 | Merzario   | A1B     | Ford Cosworth DFV 3.0 V8         | G     | 24 | Arturo Merzario        | 1-4          |
| Team Merzario                 | Merzario   | A2      | Ford Cosworth DFV 3.0 V8         | G     | 24 | Arturo Merzario        | 5-6, 8       |
| Team Merzario                 | Merzario   | A2      | Ford Cosworth DFV 3.0 V8         | G     | 24 | Gianfranco Brancatelli | 7            |
| Team Merzario                 | Merzario   | A4      | Ford Cosworth DFV 3.0 V8         | G     | 24 | Arturo Merzario        | 9-15         |
| Ligier Gitanes                | Ligier     | JS11    | Ford Cosworth DFV 3.0 V8         | G     | 25 | Patrick Depailler      | 1-7          |
| Ligier Gitanes                | Ligier     | JS11    | Ford Cosworth DFV 3.0 V8         | G     | 25 | Jacky Ickx             | 8-15         |
| Ligier Gitanes                | Ligier     | JS11    | Ford Cosworth DFV 3.0 V8         | G     | 26 | Jacques Laffite        | Todas        |
| Albilad-Saudia Racing Team    | Williams   | FW06    | Ford Cosworth DFV 3.0 V8         | G     | 27 | Alan Jones             | 1-4          |
| Albilad-Saudia Racing Team    | Williams   | FW06    | Ford Cosworth DFV 3.0 V8         | G     | 28 | Clay Regazzoni         | 1-4          |
| Albilad-Saudia Racing Team    | Williams   | FW07    | Ford Cosworth DFV 3.0 V8         | G     | 27 | Alan Jones             | 5-15         |
| Albilad-Saudia Racing Team    | Williams   | FW07    | Ford Cosworth DFV 3.0 V8         | G     | 28 | Clay Regazzoni         | 5-15         |
| Warsteiner Arrows Racing Team | Arrows     | A1B     | Ford Cosworth DFV 3.0 V8         | G     | 29 | Riccardo Patrese       | 1-7, 14      |
| Warsteiner Arrows Racing Team | Arrows     | A1B     | Ford Cosworth DFV 3.0 V8         | G     | 30 | Jochen Mass            | 1-7          |
| Warsteiner Arrows Racing Team | Arrows     | A2      | Ford Cosworth DFV 3.0 V8         | G     | 29 | Riccardo Patrese       | 8-13, 15     |
| Warsteiner Arrows Racing Team | Arrows     | A2      | Ford Cosworth DFV 3.0 V8         | G     | 30 | Jochen Mass            | 8-15         |
| Team Rebaque                  | Lotus      | 79      | Ford Cosworth DFV 3.0 V8         | G     | 31 | Hector Rebaque         | 1-12         |
| Team Rebaque                  | Lotus      | HR100   | Ford Cosworth DFV 3.0 V8         | G     | 31 | Hector Rebaque         | 13-15        |
| Autodelta                     | Alfa Romeo | 177     | Alfa Romeo 115-12 3.0 F12        | G     | 35 | Bruno Giacomelli       | 6, 8         |
| Autodelta                     | Alfa Romeo | 177     | Alfa Romeo 115-12 3.0 F12        | G     | 36 | Vittorio Brambilla     | 13           |
| Autodelta                     | Alfa Romeo | 179     | Alfa Romeo 1260 3.0 V12          | G     | 35 | Bruno Giacomelli       | 13, 15       |
| Autodelta                     | Alfa Romeo | 179     | Alfa Romeo 1260 3.0 V12          | G     | 36 | Vittorio Brambilla     | 14-15        |
| Willi Kauhsen Racing Team     | Kauhsen    | WK      | Ford Cosworth DFV 3.0 V8         | G     | 36 | Gianfranco Brancatelli | 5-6          |

↑1  Patrocínio utilizado no GP do Oeste dos Estados Unidos.  

## Calendário
| Prova | Grande Prêmio       | Data           | Local          |
| ----- | ------------------- | -------------- | -------------- |
| 1     | GP da Argentina     | 21 de janeiro  | Buenos Aires   |
| 2     | GP do Brasil        | 4 de fevereiro | Interlagos     |
| 3     | GP da África do Sul | 4 de março     | Kyalami        |
| 4     | GP do Oeste dos EUA | 8 de abril     | Long Beach     |
| 5     | GP da Espanha       | 29 de abril    | Jarama         |
| 6     | GP da Bélgica       | 13 de maio     | Zolder         |
| 7     | GP de Mônaco        | 27 de maio     | Monte Carlo    |
| 8     | GP da França        | 1º de julho    | Dijon-Prenois  |
| 9     | GP da Inglaterra    | 15 de julho    | Silverstone    |
| 10    | GP da Alemanha      | 29 de julho    | Hockenheim     |
| 11    | GP da Áustria       | 12 de agosto   | Österreichring |
| 12    | GP da Holanda       | 26 de agosto   | Zandvoort      |
| 13    | GP da Itália        | 9 de setembro  | Monza          |
| 14    | GP do Canadá        | 30 de setembro | Montreal       |
| 15    | GP dos EUA          | 7 de outubro   | Watkins Glen   |

## Resultados

### Grandes Prêmios
| GP | Grande Prêmio        | Pole Position         | Volta mais rápida | Vencedor              | Equipe        | Descrição |
| -- | -------------------- | --------------------- | ----------------- | --------------------- | ------------- | --------- |
| 1  | GP da Argentina      | Jacques Laffite       | Jacques Laffite   | Jacques Laffite       | Ligier-Ford   | Detalhes  |
| 2  | GP do Brasil         | Jacques Laffite       | Jacques Laffite   | Jacques Laffite       | Ligier-Ford   | Detalhes  |
| 3  | GP da África do Sul  | Jean-Pierre Jabouille | Gilles Villeneuve | Gilles Villeneuve     | Ferrari       | Detalhes  |
| 4  | GP do Oeste dos EUA  | Gilles Villeneuve     | Gilles Villeneuve | Gilles Villeneuve     | Ferrari       | Detalhes  |
| 5  | GP da Espanha        | Jacques Laffite       | Gilles Villeneuve | Patrick Depailler     | Ligier-Ford   | Detalhes  |
| 6  | GP da Bélgica        | Jacques Laffite       | Gilles Villeneuve | Jody Scheckter        | Ferrari       | Detalhes  |
| 7  | GP de Mônaco         | Jody Scheckter        | Patrick Depailler | Jody Scheckter        | Ferrari       | Detalhes  |
| 8  | GP da França         | Jean-Pierre Jabouille | René Arnoux       | Jean-Pierre Jabouille | Renault       | Detalhes  |
| 9  | GP da Grã-Bretanha   | Alan Jones            | Clay Regazzoni    | Clay Regazzoni        | Williams-Ford | Detalhes  |
| 10 | GP da Alemanha       | Jean-Pierre Jabouille | Gilles Villeneuve | Alan Jones            | Williams-Ford | Detalhes  |
| 11 | GP da Áustria        | René Arnoux           | René Arnoux       | Alan Jones            | Williams-Ford | Detalhes  |
| 12 | GP dos Países Baixos | René Arnoux           | Gilles Villeneuve | Alan Jones            | Williams-Ford | Detalhes  |
| 13 | GP da Itália         | Jean-Pierre Jabouille | Clay Regazzoni    | Jody Scheckter        | Ferrari       | Detalhes  |
| 14 | GP do Canadá         | Alan Jones            | Alan Jones        | Alan Jones            | Williams-Ford | Detalhes  |
| 15 | GP dos EUA           | Alan Jones            | Nelson Piquet     | Gilles Villeneuve     | Ferrari       | Detalhes  |

### Classificação Mundial de Pilotos
| Pos | Piloto                 | ARG | BRA | RSA | USW | ESP | BEL | MON | FRA | GBR | GER | AUT | NED | ITA | CAN | USA | Pontos  |
| --- | ---------------------- | --- | --- | --- | --- | --- | --- | --- | --- | --- | --- | --- | --- | --- | --- | --- | ------- |
| 1   | Jody Scheckter         | Ret | (6) | 2   | 2   | (4) | 1   | 1   | 7   | (5) | 4   | 4   | 2   | 1   | (4) | Ret | 51 (60) |
| 2   | Gilles Villeneuve      | Ret | 5   | 1   | 1   | 7   | 7   | Ret | 2   | 14  | 8   | 2   | Ret | 2   | (2) | 1   | 47 (53) |
| 3   | Alan Jones             | 9   | Ret | Ret | 3   | Ret | Ret | Ret | (4) | Ret | 1   | 1   | 1   | 9   | 1   | Ret | 40 (43) |
| 4   | Jacques Laffite        | 1   | 1   | Ret | Ret | Ret | 2   | Ret | 8   | Ret | 3   | 3   | 3   | Ret | Ret | Ret | 36      |
| 5   | Clay Regazzoni         | 10  | 15  | 9   | Ret | Ret | Ret | 2   | (6) | 1   | 2   | (5) | Ret | 3   | 3   | Ret | 29 (32) |
| 6   | Patrick Depailler      | 4   | 2   | Ret | 5   | 1   | Ret | (5) |     |     |     |     |     |     |     |     | 20 (22) |
| 7   | Carlos Reutemann       | 2   | 3   | (5) | Ret | 2   | (4) | 3   | 13  | 8   | Ret | Ret | Ret | 7   | Ret | Ret | 20 (25) |
| 8   | René Arnoux            | Ret | Ret | Ret | DNS | 9   | Ret | Ret | 3   | 2   | Ret | 6   | Ret | Ret | Ret | 2   | 17      |
| 9   | John Watson            | 3   | 8   | Ret | Ret | Ret | 6   | 4   | 11  | 4   | 5   | 9   | Ret | Ret | 6   | 6   | 15      |
| 10  | Didier Pironi          | Ret | 4   | Ret | DSQ | 6   | 3   | Ret | Ret | 10  | 9   | 7   | Ret | 10  | 5   | 3   | 14      |
| 11  | Jean-Pierre Jarier     | Ret | Ret | 3   | 6   | 5   | 11  | Ret | 5   | 3   |     |     | Ret | 6   | Ret | Ret | 14      |
| 12  | Mario Andretti         | 5   | Ret | 4   | 4   | 3   | Ret | Ret | Ret | Ret | Ret | Ret | Ret | 5   | 10  | Ret | 14      |
| 13  | Jean-Pierre Jabouille  | Ret | 10  | Ret | DNS | Ret | Ret | NC  | 1   | Ret | Ret | Ret | Ret | 14  | Ret | Ret | 9       |
| 14  | Niki Lauda             | Ret | Ret | 6   | Ret | Ret | Ret | Ret | Ret | Ret | Ret | Ret | WD  | 4   | WD  |     | 4       |
| 15  | Elio de Angelis        | 7   | 12  | Ret | 7   | Ret | Ret | NQ  | 16  | 12  | 11  | Ret | Ret | Ret | Ret | 4   | 3       |
| 16  | Nelson Piquet          | Ret | Ret | 7   | 8   | Ret | Ret | Ret | Ret | Ret | 12  | Ret | 4   | Ret | Ret | Ret | 3       |
| 17  | Jacky Ickx             |     |     |     |     |     |     |     | Ret | 6   | Ret | Ret | 5   | Ret | Ret | Ret | 3       |
| 18  | Jochen Mass            | 8   | 7   | 12  | 9   | 8   | Ret | 6   | 15  | Ret | 6   | Ret | 6   | Ret | NQ  | NQ  | 3       |
| 19  | Hans Joachim Stuck     | DNS | Ret | Ret | DSQ | 14  | 8   | Ret | DNS | NQ  | Ret | Ret | Ret | 11  | Ret | 5   | 2       |
| 20  | Riccardo Patrese       | DNS | 9   | 11  | Ret | 10  | 5   | Ret | 14  | Ret | Ret | Ret | Ret | 13  | Ret | Ret | 2       |
| 21  | Emerson Fittipaldi     | 6   | 11  | 13  | Ret | 11  | 9   | Ret | Ret | Ret | Ret | Ret | Ret | 8   | 8   | 7   | 1       |
| 22  | Hector Rebaque         | Ret | NQ  | Ret | Ret | Ret | Ret |     | 12  | 9   | Ret | NQ  | 7   | NQ  | Ret | NQ  | 0       |
| 23  | Patrick Tambay         | Ret | Ret | 10  | Ret | 13  | NQ  | NQ  | 10  | 7   | Ret | 10  | Ret | Ret | Ret | Ret | 0       |
| 24  | Ricardo Zunino         |     |     |     |     |     |     |     |     |     |     |     |     |     | 7   | Ret | 0       |
| 25  | Geoff Lees             |     |     |     |     |     |     |     |     |     | 7   |     |     |     |     |     | 0       |
| 26  | Derek Daly             | 11  | 13  | NQ  | Ret | NQ  | NQ  | NQ  |     |     |     | 8   |     |     | Ret | Ret | 0       |
| 27  | James Hunt             | Ret | Ret | 8   | Ret | Ret | Ret | Ret |     |     |     |     |     |     |     |     | 0       |
| 28  | Jan Lammers            | Ret | 14  | Ret | Ret | 12  | 10  | NQ  | 18  | 11  | 10  | Ret | Ret | NQ  | 9   | NQ  | 0       |
| 29  | Keke Rosberg           |     |     |     |     |     |     |     | 9   | Ret | Ret | Ret | Ret | Ret | NQ  | Ret | 0       |
| 30  | Vittorio Brambilla     |     |     |     |     |     |     |     |     |     |     |     |     | 12  | Ret | NQ  | 0       |
| 31  | Patrick Gaillard       |     |     |     |     |     |     |     | NQ  | 13  | NQ  | Ret | NQ  |     |     |     | 0       |
| 32  | Bruno Giacomelli       |     |     |     |     |     | Ret |     | 17  |     |     |     |     | Ret |     | Ret | 0       |
| 33  | Arturo Merzario        | Ret | NQ  | NQ  | Ret | NQ  | NQ  |     | NQ  | NQ  | NQ  | NQ  | NQ  | NQ  | NQ  | NQ  | 0       |
| 34  | Marc Surer             |     |     |     |     |     |     |     |     |     |     |     |     | NQ  | NQ  | Ret | 0       |
| -   | Gianfranco Brancatelli |     |     |     |     | NQ  | NQ  | NPQ |     |     |     |     |     |     |     |     | -       |
| -   | Alex Dias Ribeiro      |     |     |     |     |     |     |     |     |     |     |     |     |     | NQ  | NQ  | -       |
| Pos | Piloto                 | ARG | BRA | RSA | USW | ESP | BEL | MON | FRA | GBR | GER | AUT | NED | ITA | CAN | USA | Pontos  |

| Cor        | Resultado             |
| ---------- | --------------------- |
| Ouro       | Vencedor              |
| Prata      | 2.º lugar             |
| Bronze     | 3.º lugar             |
| Verde      | Terminou, nos pontos  |
| Azul       | Terminou, sem pontos  |
| Púrpura    | Ret – Retirou-se      |
| Vermelho   | NQ – Não qualificado  |
| Preto      | DSQ – Desqualificado  |
| Branco     | NL – Não largou       |
| Branco     | C – Corrida cancelada |
| Azul claro | AT – Apenas Treino    |
| Sem cor    | NP – Não participou   |
| Sem cor    | Les – Lesionado       |
| Sem cor    | EX – Excluído         |

### Classificação Mundial de Construtores
| Pos. | Equipe     | Chassis            | Motor                                     | Pneu | Pontos | Vitórias | Pódiums | Poles |
| ---- | ---------- | ------------------ | ----------------------------------------- | ---- | ------ | -------- | ------- | ----- |
| 1    | Ferrari    | 312T3 312T4 312T4B | Ferrari 015 F12                           | M    | 113    | 6        | 13      | 2     |
| 2    | Williams   | FW06 FW07          | Ford Cosworth DFV V8                      | G    | 75     | 5        | 10      | 3     |
| 3    | Ligier     | JS11               | Ford Cosworth DFV V8                      | G    | 61     | 3        | 8       | 4     |
| 4    | Lotus      | 79 80              | Ford Cosworth DFV V8                      | G    | 39     |          | 5       |       |
| 5    | Tyrrell    | 009                | Ford Cosworth DFV V8                      | G    | 28     |          | 4       |       |
| 6    | Renault    | RS10               | Renault-Gordini EF1 V6 Turbo              | M    | 26     | 1        | 4       | 6     |
| 7    | McLaren    | M28 M28B M28C      | Ford Cosworth DFV V8                      | G    | 15     |          | 1       |       |
| 8    | Brabham    | BT48               | Alfa Romeo 1260 V12                       | G    | 7      |          |         |       |
| 9    | Arrows     | A1B A2             | Ford Cosworth DFV V8                      | G    | 5      |          |         |       |
| 10   | Shadow     | DN9                | Ford Cosworth DFV V8                      | G    | 3      |          |         |       |
| 11   | ATS        | D2 D3              | Ford Cosworth DFV V8                      | G    | 2      |          |         |       |
| 12   | Fittipaldi | F5A                | Ford Cosworth DFV V8                      | G    | 1      |          |         |       |
| 13   | Wolf       | WR7-9              | Ford Cosworth DFV V8                      | G    | 0      |          |         |       |
| 14   | Ensign     | N177 N179          | Ford Cosworth DFV V8                      | G    | 0      |          |         |       |
| 15   | Alfa Romeo | 177 179            | Alfa Romeo 115-12 F12 Alfa Romeo 1260 V12 | G    | 0      |          |         |       |
| 16   | Rebaque    | HR100              | Ford Cosworth DFV V8                      | G    | 0      |          |         |       |
| 17   | Merzario   | A1B                | Ford Cosworth DFV V8                      | G    | 0      |          |         |       |
| -    | Kauhsen    | WK                 | Ford Cosworth DFV V8                      | G    | -      |          |         |       |

### Corridas Fora do Campeonato
Outras corridas de fórmula 1 disputadas em 1979, que não valeram pontos para o campeonato.
| Evento                                  | Circuito       | Data           | Vencedor          | Construtor         | Descrição |
| --------------------------------------- | -------------- | -------------- | ----------------- | ------------------ | --------- |
| Marlboro / Daily Mail Race of Champions | Brands Hatch   | 15 de Abril    | Gilles Villeneuve | Ferrari            | Detalhes  |
| Gunnar Nilsson Memorial Trophy          | Donington Park | 3 de Junho     | Alan Jones        | Williams-Cosworth  | Detalhes  |
| Grande Prêmio Dino Ferrari              | Ímola          | 16 de Setembro | Niki Lauda        | Brabham-Alfa Romeo | Detalhes  |